# جبهة–حزب التحرر الشعبي الثوري
جبهة التحرر الشعبي الثوري (بالتركية: Devrimci Halk Kurtuluş Partisi-Cephesi أو DHKP/C) هو حزب يتبنى الأيدلوجية الماركسية اللينينية الثورية في تركيا، أنشئ في عام 1978 كحزب اليسار الثوري (بالتركية: Devrimci Sol أو Dev Sol) وأعيدت تسميته عام 1994 بعد خلافات داخلية. يعتبر الحزب مجموعة إرهابية في كل من تركيا والولايات المتحدة والاتحاد الأوروبي  بعد تبنيه العديد من الاغتيالات والتفجيرات الانتحارية.

## لمحة عامة
يسترشد الحزب بفكر ماركس وإنجلز ولينين وستالين وماوتسي تونغ وجيفارا وقادة الفعل الشيوعي المسلح. يرفع شعار المناهضة للولايات المتحدة وحلف شمال الأطلسي. ويعتبر أن الحكومة والدولة التركية تحت سيطرة الإمبريالية الغربية، ويسعى لتدمير هذه السيطرة بوسائل عسكرية من أجل التحرر الوطني والاستقلال وبناء الاشتراكية. تمول الجبهة أنشطتها بصورة رئيسية من خلال التبرعات في تركيا وأوروبا.

## أبرز العمليات الإرهابية التي قام بها الحزب
- في عام 1994، اغتيال وزير العدل التركي في مكتبه في وسط أنقرة.[1]
- في عام 1996، اغتيال أفراد إدارة شركة سابانجي القابضة حيث قتلوا أحد أفراد مجلس إدارة الشركة والمدير العام لشركة تويوتا والسكرتير على يد ثلاثة من أفراد الحزب في مركز أعمال سابانجي في إسطنبول في 9 يناير عام 1996.[1]
- في عام 2010، ألقي القبض على فردين من الحزب قاما بالتخطيط لتنفيذ عملية اغتيال إرهابية، وكان معهما ثلاثة مسدسات، منها مسدس كاتم للصوت ورصاصات.[1]
- في فبراير 2013، هاجم انتحاري ينتمي إلى الحزب السفارة الأمريكية في أنقرة، مما أسفر عن مقتل حارس أمن تركي.[2]
- 31 مارس 2015، أخذ أعضاء مشتبه بهم من الجبهة المدعي العام محمد سليم كيراز رهينة في الطابق السادس من قصر عدل جاغلايان بإسطنبول حيث طالبوا الشرطة بالإعلان عن أسماء أربعة من أفراد الأجهزة الأمنية قالوا إنهم على صلة بوفاة بيركين إيلفان. تفاوضت الشرطة مع المسلحين لمدة ست ساعات، لكنها في النهاية اقتحمت مبنى المحكمة «بسبب إطلاق نار من داخل مكتب المدعي العام». قُتل المسلحان خلال العملية فيما أصيب المدعي العام بجروح بالغة وتوفي فيما بعد متأثرًا بجراحه.[3][4]